# Martín Peña (Fußballspieler)
Martín Peña (* 12. November 1965 in León, Guanajuato), auch bekannt unter den Spitznamen Peñita und El Chavo, ist ein ehemaliger mexikanischer Fußballspieler, der vorwiegend im Mittelfeld agierte.

## Laufbahn
„Peñita“ begann seine Profikarriere bei seinem Heimatverein Unión de Curtidores und unterschrieb 1987 beim Stadtrivalen Club León, mit dem er in der Saison 1989/90 Meister in der zweiten Liga Mexikos wurde und somit in der Saison 1990/91 erstmals die Gelegenheit hatte in der Liga MX, der höchsten Spielklasse Mexikos, zu spielen. In der darauffolgenden Saison 1991/92 gewann „El Chavo“ mit den „Esmeraldas“ die mexikanische Fußballmeisterschaft und somit den wichtigsten Titel seiner Laufbahn. Nachdem er anschließend für zwei Spielzeiten zum Club Necaxa und für eine Saison zum CF Pachuca gewechselt war, kehrte er 1995 zu den „Panzas verdes“ zurück. Erst zum Ende seiner aktiven Laufbahn wechselte er erneut und spielte zunächst für die Reboceros de La Piedad und anschließend für die Cañeros de Zacatepec.